# Drebkau

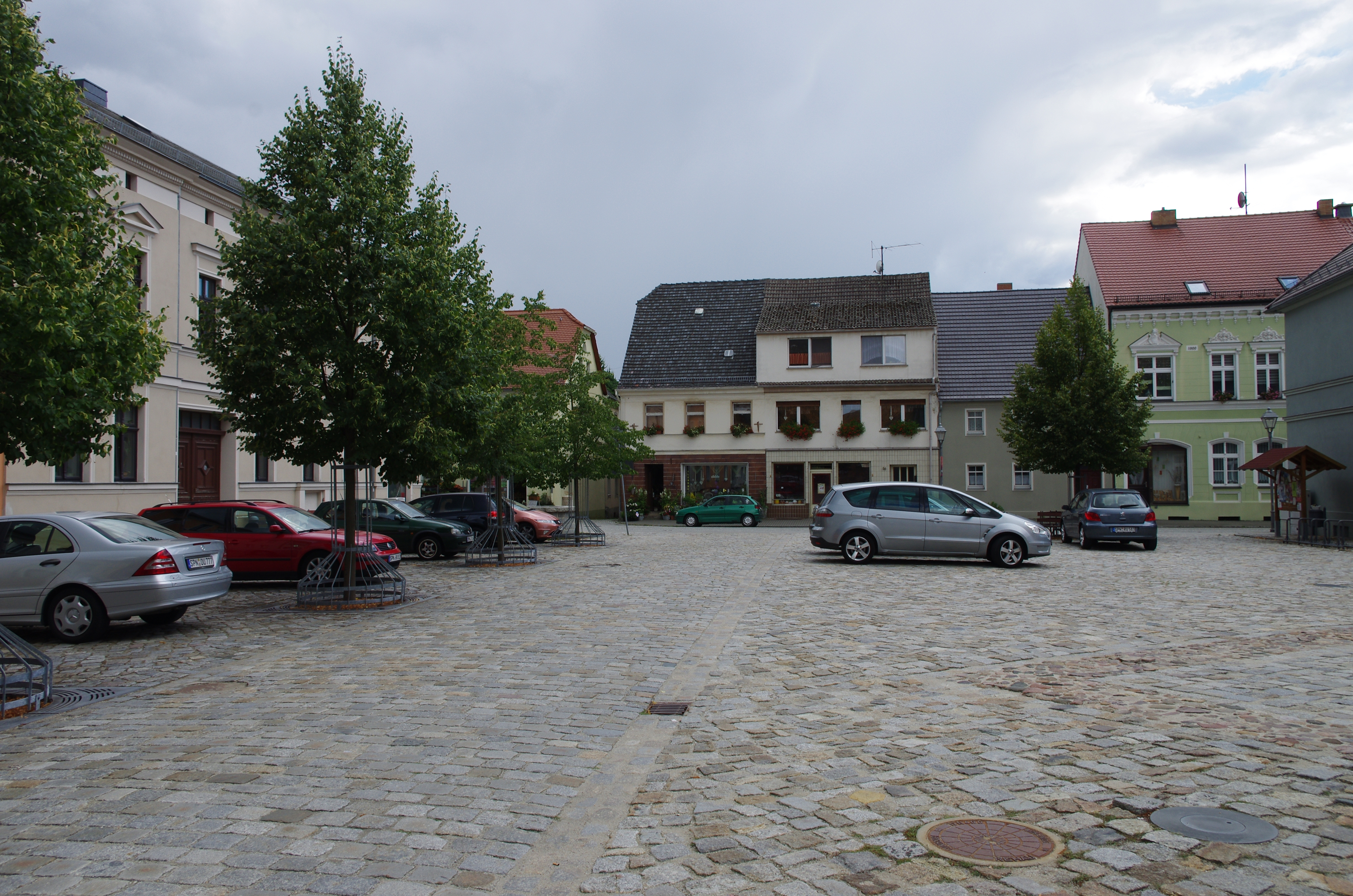
Marktplatz

Drebkau [ˈdrɛpka͜u] (früher auch Drepkau geschrieben), niedersorbisch Drjowk, ist eine Stadt im Landkreis Spree-Neiße in Brandenburg.

## Lage
Drebkau liegt rund 14 Kilometer südwestlich von Cottbus in der Niederlausitz und zählt zum amtlichen Siedlungsgebiet der Sorben/Wenden. Das Stadtgebiet grenzt im Norden an Kolkwitz und Cottbus, im Osten an Neuhausen/Spree, im Südosten an Spremberg, im Süden an Welzow, im Westen an das Amt Altdöbern und im Nordwesten an Vetschau/Spreewald. Die Stadt liegt außerdem im Lausitzer Braunkohlerevier, im südlichen Teil des Stadtgebiets liegt der Tagebau Welzow-Süd.

## Stadtgliederung
Die Stadt gliedert sich in folgende Ortsteile (sorbische Bezeichnungen in Klammern) mit den dazugehörenden Gemeindeteilen und Wohnplätzen:
- Casel (Kózle) mit dem Gemeindeteil Illmersdorf (Njamorojce) und dem Wohnplatz Göritz (Chórice)
- Domsdorf (Domašojce) mit dem Gemeindeteil Steinitz (Šćeńc)
- Drebkau (Drjowk) mit dem Gemeindeteil Golschow (Gólašow) und den Wohnplätzen Golschower Buden (Gólšojske Budy), Kaupmühle (Kuparski Młyn) und Raakow (Rakow)
- Greifenhain (Maliń) mit dem Gemeindeteil Radensdorf (Radowašojce) und dem Wohnplatz Kolonie Greifenhain (Malinska Kolonija)
- Jehserig (Jazorki) mit den Gemeindeteilen Merkur (Merkur), Papproth (Paprotna) und Rehnsdorf (Radušc)
- Kausche (Chusej)
- Laubst (Lubošc) mit dem Gemeindeteil Löschen (Lěźiny) und den Wohnplätzen Laubster Ausbau (Lubošcańske Wutwarki) und Löschener Buden (Lěźinske Budki)
- Leuthen (Lutol) mit dem Wohnplatz Winkel (Babowy Nugeł)
- Schorbus (Skjarbošc) mit den Gemeindeteilen Auras (Huraz) und Klein Oßnig (Wóseńck) sowie den Wohnplätzen Alte Ziegelei (Stara Cyglownja), Reinpusch (Rampuś), Oelsnig (Wólšynka), Schäferei (Sapaŕnja) und Schorbus Ausbau (Skjarbošcańske Wutwarki)
- Siewisch (Źiwize) mit dem Gemeindeteil Koschendorf (Kóšnojce) und dem Wohnplatz Bollmühle (Bolojski Młyn)

Zur Gemarkung des Ortsteils Drebkau gehört auch die frühere Gemarkung und Ortslage des devastierten Dorfes Kausche. Die ehemalige Gemeinde Wintdorf ist vollständig im Ortsteil Leuthen aufgegangen.

## Geschichte

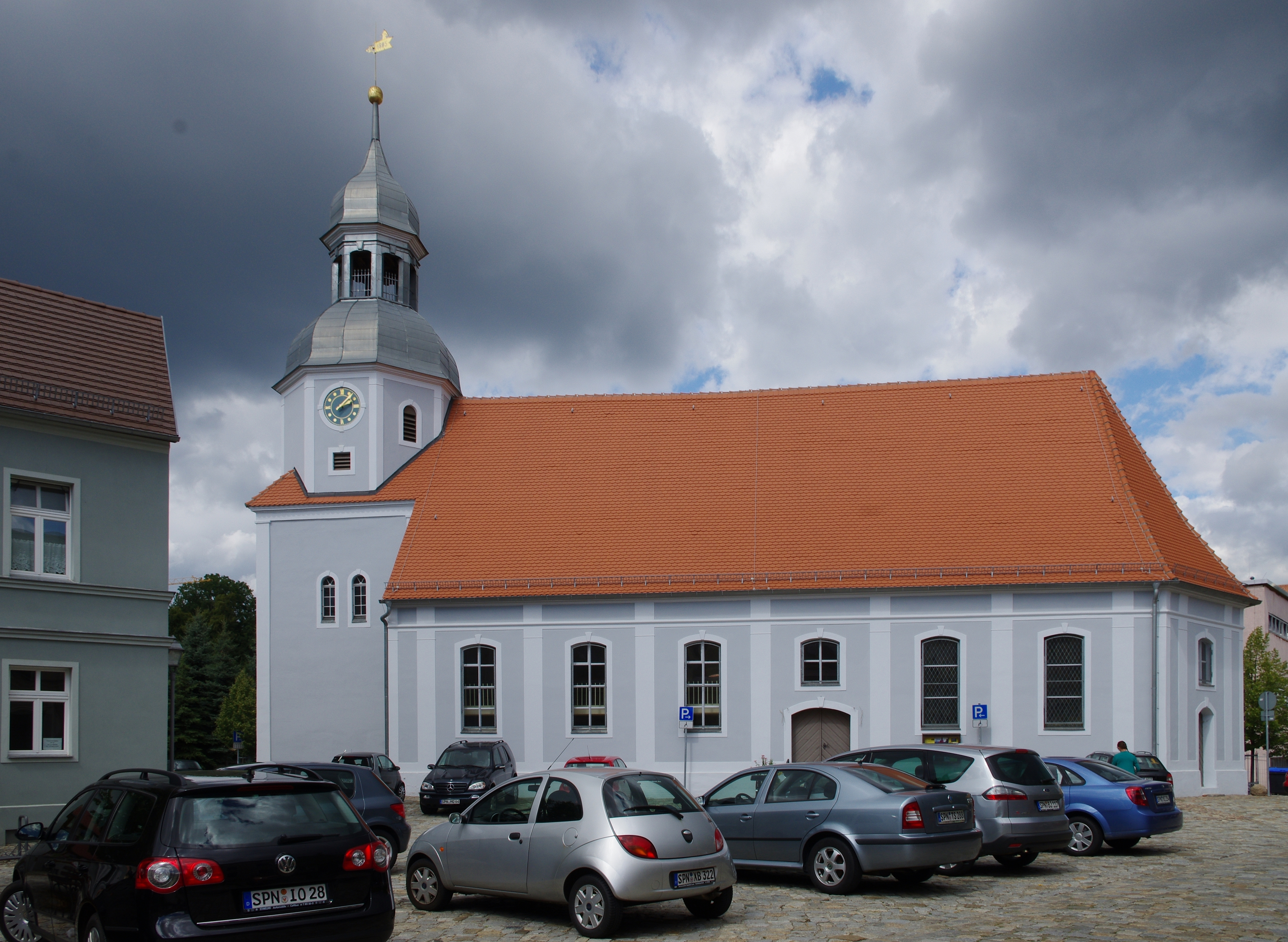
Kirche in Drebkau

Die Stadt Drebkau wurde erstmals in einer Urkunde vom 8. August 1353 als „Drebekowe“ erwähnt, ein Vorgängerbau des Schlosses taucht bereits 1301 als „castrum et opidum Trebetz“ in Urkunden auf. Fälschlicherweise wird oft das Jahr 1280 als Ersterwähnungsjahr angenommen. Dieses Jahr bezieht sich auf eine Urkunde, in der angeblich eine Kirche in Steinitz erwähnt wird; diese Angaben sind jedoch fraglich und Drebkau taucht in dem Dokument nicht sicher auf. Die Originalurkunden befinden sich in den Staatsarchiven von Brandenburg und Sachsen. Gleichwohl fand im Jahr 2005 die 725-Jahr-Feier der Stadt Drebkau statt.

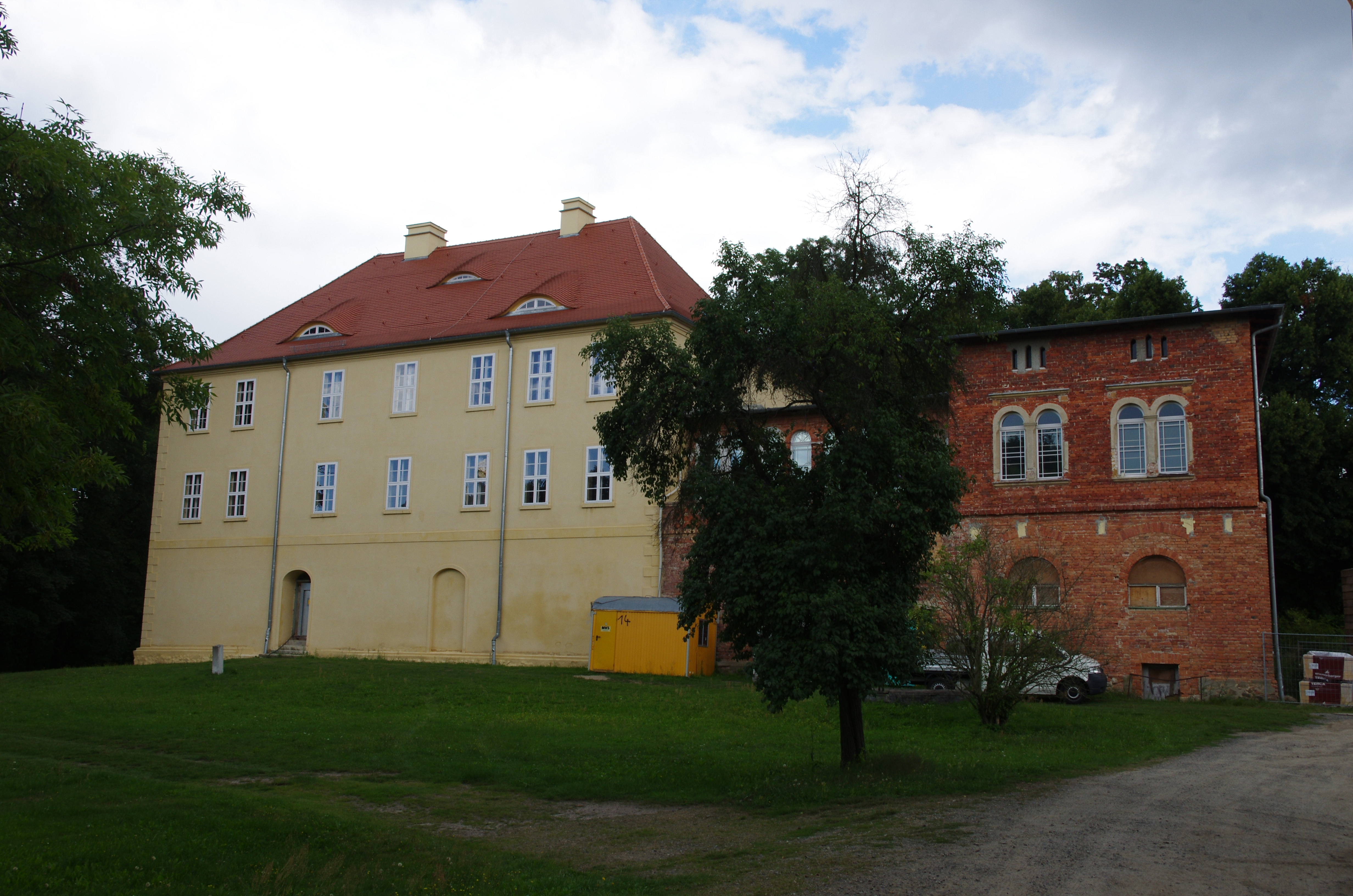
Schloss Drebkau

Im Mittelalter war Drebkau eine Mediatstadt, die unmittelbar den Standesherren unterstellt war. Ab etwa 1399 gehörte die Stadt den Herren von Köckritz. Mitte des 16. Jahrhunderts wurde die Stadt erstmals geteilt und wechselte mehrfach die Besitzer. Drebkau selbst gehörte ab 1635 zum Kurfürstentum Sachsen und lag dort als Stadt im Calauischen Kreis; das heutige Stadtgebiet erstreckt sich vor allem im Norden und Süden auch auf Gebiete, die bis 1807 zur brandenburgisch-preußischen Herrschaft Cottbus gehörten. Ende des 17. Jahrhunderts wurde das alte Herrenhaus abgerissen und das Schloss Drebkau neu gebaut. Im Jahr 1725 kamen beide Anteile von Drebkau erneut in den Besitz der Herren von Köckritz, unter denen die Stadt wieder vereinigt wurde. Ende des 18. Jahrhunderts war Drebkau wirtschaftlich von der Landwirtschaft sowie der Leineweberei geprägt. Von 1776 bis zu seinem Tod im Jahr 1796 war Adam Burchard von Schiebell Besitzer von Drebkau.
Bis ins 18. Jahrhundert war Drebkau von der Landwirtschaft und der Leineweberei geprägt. Ab dem ausgehenden 18. Jahrhundert spielten zunehmend auch Handwerksberufe eine Rolle. Im Jahr 1806 gab es mehrere Brauereien und Brennereien in der Stadt; insgesamt waren zudem 125 Handwerksbetriebe in Drebkau vertreten. Nach der auf dem Wiener Kongress beschlossenen Teilung des Königreiches Sachsen im Jahr 1815 kam Drebkau zum Königreich Preußen. Bei der Gebietsreform im folgenden Jahr wurde die Stadt dem Kreis Calau in der Provinz Brandenburg zugeschlagen. Im Jahr 1818 lebten in Drebkau 728 Einwohner in 146 Wohngebäuden. Ab Mitte des 19. Jahrhunderts setzte durch den beginnenden Braunkohlebergbau in der Region ein industrieller Aufschwung der Stadt ein. Am 20. April 1870 wurde die Stadt an das Eisenbahnnetz der Bahnstrecke Großenhain–Cottbus angeschlossen. Bei der Volkszählung vom 1. Dezember 1871 hatten die Stadt Drebkau und der Gutsbezirk Schloss Drebkau zusammen 1310 Einwohner.
Am 29. Mai 1903 entgleiste beim Bahnhof Drebkau der Personenzug Nr. 983 auf der Bahnstrecke Großenhain–Cottbus, nachdem ein betrunkener Zimmermann eine neben der Strecke gelagerte Bahnschwelle quer über das Gleis gelegt hatte. Die Lokomotive und drei folgende Wagen entgleisten, wobei der der Lokomotive direkt folgende Wagen vollständig zertrümmert wurde. Ein Toter, drei Schwer- und fünf Leichtverletzte waren die Folge.
In der DDR gehörte Drebkau zunächst zum in verkleinerter Form weiter bestehenden Landkreis Calau im Land Brandenburg. Bei der DDR-Gebietsreform am 25. Juli 1952 kam die Stadt zum Kreis Cottbus (ab 1954 Kreis Cottbus-Land) im Bezirk Cottbus; die heute zum Stadtgebiet gehörende Ortsflur von Kausche gehörte zum Kreis Spremberg. Am 1. Juli 1950 wurde die Gemeinde Raakow, am 1. Januar 1974 die Gemeinde Golschow nach Drebkau eingemeindet. Nach der Wiedervereinigung lag die Stadt Drebkau zunächst im Landkreis Cottbus in Brandenburg. Ab dem 16. Juli 1992 übernahm Drebkau durch das Amt Drebkau (Niederlausitz) auch die Verwaltung der acht Nachbargemeinden Casel, Domsdorf, Greifenhain, Jehserig, Laubst, Leuthen, Schorbus und Siewisch.

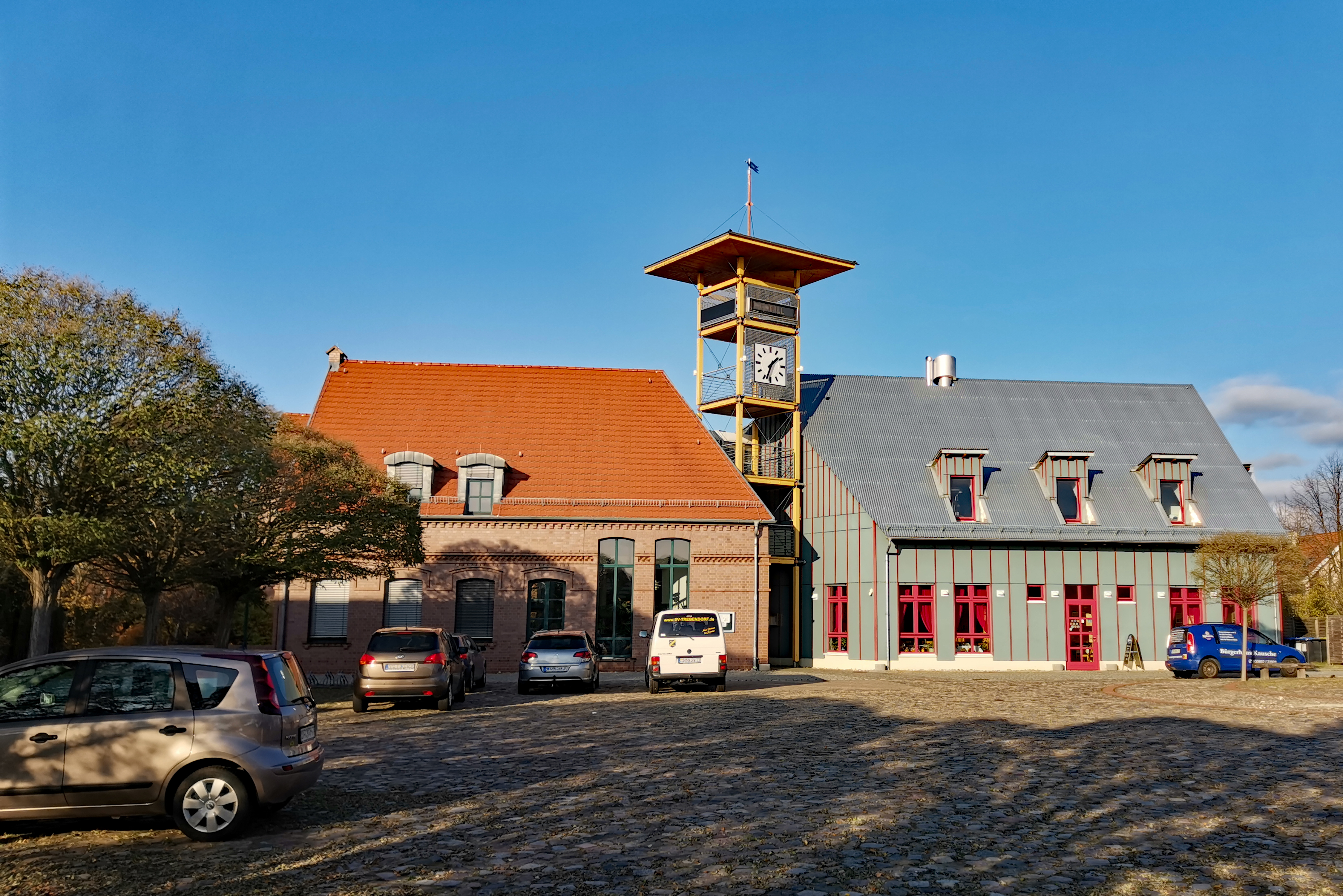
Bürgerhaus im umgesiedelten Dorf Kausche

Bei der Kreisreform in Brandenburg am 6. Dezember 1993 kam das Amt Drebkau (Niederlausitz) zum neuen Landkreis Spree-Neiße. Am 1. Januar 1995 wechselte die Gemeinde Kausche aus dem Amt Welzow in das Amt Drebkau (Niederlausitz); das Dorf wurde im Laufe der beiden folgenden Jahre für den Braunkohleabbau im Tagebau Welzow-Süd devastiert und die Ortsflur am 1. Oktober 1996 nach Drebkau eingegliedert. Unmittelbar nordöstlich der Drebkauer Kernstadt entstand der Umsiedlungsort für die rund 350 Einwohner. Zum 31. Dezember 2001 wurden die restlichen Gemeinden des Amtes Drebkau (Niederlausitz) in die Stadt Drebkau eingemeindet und das Amt aufgelöst. Am 14. Dezember 2009 wurde nach knapp sechs Jahren Bauzeit die Ortsumgehung um Drebkau für den Verkehr freigegeben.

## Bevölkerungsentwicklung
| Jahr | Einwohner |
| ---- | --------- |
| 1875 | 1 300     |
| 1890 | 1 289     |
| 1910 | 2 017     |
| 1925 | 2 127     |
| 1933 | 2 159     |
| 1939 | 2 185     |

| Jahr | Einwohner |
| ---- | --------- |
| 1946 | 2 518     |
| 1950 | 2 706     |
| 1964 | 2 541     |
| 1971 | 3 159     |
| 1981 | 3 005     |
| 1985 | 2 898     |

| Jahr | Einwohner |
| ---- | --------- |
| 1990 | 2 773     |
| 1995 | 2 912     |
| 2000 | 2 899     |
| 2005 | 6 324     |
| 2010 | 5 910     |
| 2015 | 5 626     |

| Jahr | Einwohner |
| ---- | --------- |
| 2020 | 5 508     |
| 2021 | 5 432     |
| 2022 | 5 484     |
| 2023 | 5 509     |
| 2024 | 5 455     |

Gebietsstand des jeweiligen Jahres, Einwohnerzahl: Stand 31. Dezember (ab 1991), von 2011 bis 2021 auf Basis des Zensus 2011, ab 2022 auf Basis des Zensus 2022
Die Zunahme der Einwohnerzahl 2005 ist auf die Eingemeindung von acht Gemeinden im Jahr 2001 zurückzuführen.

## Politik

### Stadtverordnetenversammlung
Die Stadtverordnetenversammlung von Drebkau besteht aus 18 Stadtverordneten und dem hauptamtlichen Bürgermeister. Die Kommunalwahl am 9. Juni 2024 führte bei einer Wahlbeteiligung von 69,9 % zu folgendem Ergebnis:
| Partei / Wählergruppe                     | Ergebnis 2024 | Sitze 2024 |        | Ergebnis 2019 | Sitze 2019 | Ergebnis 2014 | Sitze 2014 |
| ----------------------------------------- | ------------- | ---------- | ------ | ------------- | ---------- | ------------- | ---------- |
| Ortsteile Bündnis Stadt Drebkau           | 30,5 %        | 5          | 09,5 % | 2             | 16,8 %     | 3             |            |
| AfD                                       | 29,1 %        | 5          | 16,4 % | 1             | –          | –             |            |
| CDU                                       | 25,6 %        | 5          | 30,9 % | 6             | 40,4 %     | 7             |            |
| SPD                                       | 10,9 %        | 2          | 13,2 % | 2             | 19,1 %     | 4             |            |
| Einzelbewerber Steffen Buchholz           | 03,8 %        | 1          | –      | –             | –          | –             |            |
| Die Linke                                 | –             | –          | 18,8 % | 3             | 16,0 %     | 3             |            |
| Gemeinsam für Drebkau – BVB/Freie Wähler  | –             | –          | 11,4 % | 2             | –          | –             |            |
| Freie Wählervereinigung der Stadt Drebkau | –             | –          | –      | –             | 06,6 %     | 1             |            |
| FDP                                       | –             | –          | –      | –             | 01,1 %     | –             |            |
| Insgesamt                                 | 100 %         | 18         | 100 %  | 18            | 100 %      | 18            |            |

Bei der Wahl 2019 entfielen auf die AfD drei Sitze, von denen zwei unbesetzt blieben, da der Wahlvorschlag der Partei nur einen Kandidaten umfasste.
Bei der konstituierenden Sitzung der Stadtverordnetenversammlung nach der Wahl 2024 wurde Dietmar Serb (AfD) zum Vorsitzenden gewählt, seine Stellvertreter sind Angela Krohn (OTB) und Margit Beckmann (AfD).

### Bürgermeister
- 1998–2002: Sabine Schneider[13]
- 2003–2010: Harald Altekrüger (CDU)[14]
- 2010–2018: Dietmar Horke (parteilos)[15]
- ab 2018: Paul Köhne (CDU)

Köhne wurde in der Bürgermeisterstichwahl am 6. Mai 2018 mit 63,5 % der gültigen Stimmen gewählt. Seine Amtszeit beträgt acht Jahre.

### Wappen
Das Wappen wurde am 2. Mai 2003 genehmigt.
Blasonierung: „In Blau eine durchgehende silberne Zinnenmauer mit zwei gezinnten, schwarz-befensterten, rot-bedachten und beknauften silbernen Türmen und einem spitzbogigen Tor mit hochgezogenem roten Fallgatter; zwischen den Türmen ein schwebender roter Schild belegt mit einem doppelt-geschwänzten, gold-bewehrten, -gezungten und -gekrönten silbernen Löwen.“

### Städtepartnerschaften
Drebkau besitzt eine Partnerschaftsbeziehung mit Czerwieńsk in Polen.

## Sehenswürdigkeiten und Kultur

### Sehenswürdigkeiten

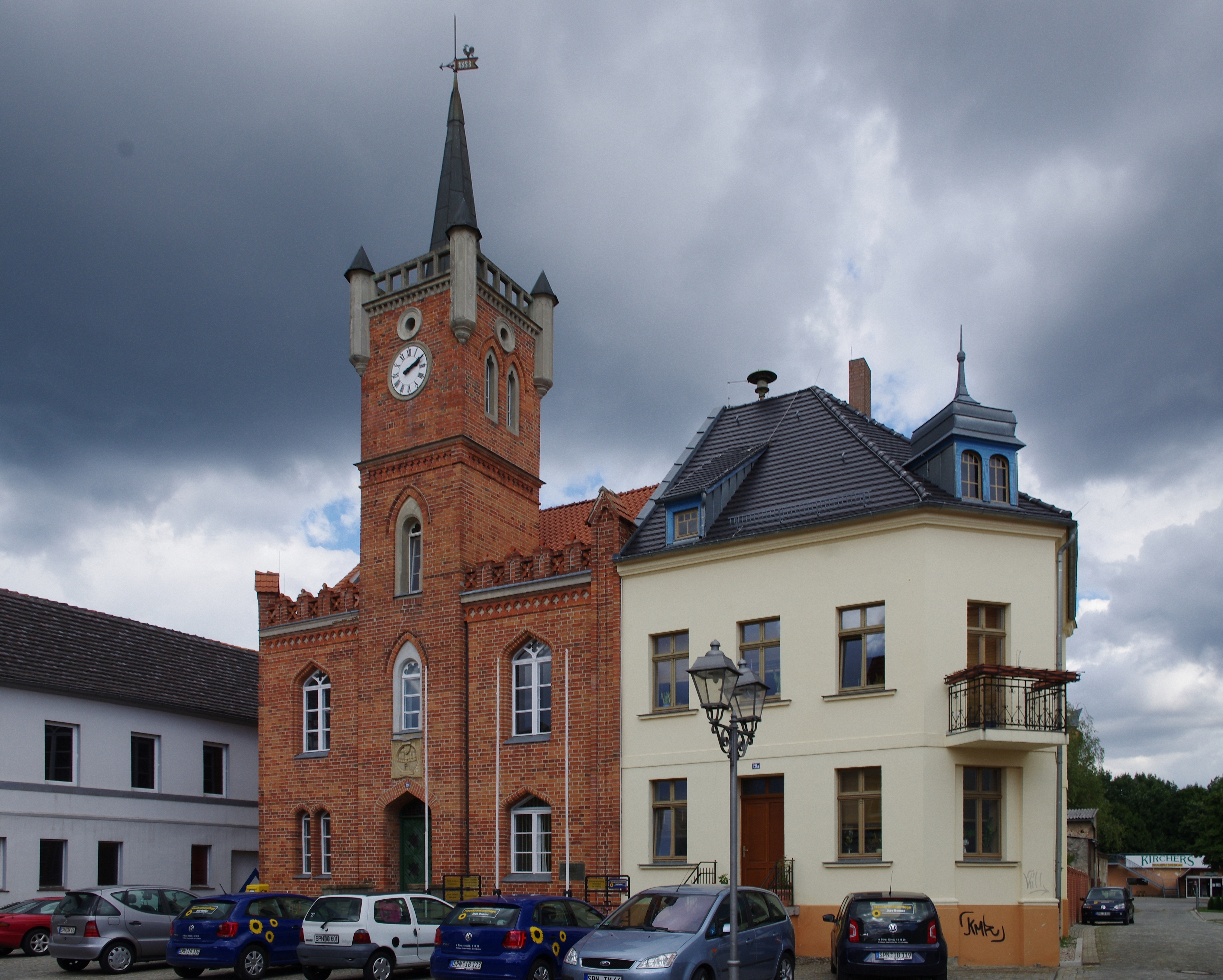
Ehemaliges Rathaus der Stadt, heute Stadtbibliothek

In Drebkau befinden sich zwei Schlösser: das Schloss Drebkau und das Schloss Raakow. Das Schloss Raakow brannte am 1. Oktober 2009 größtenteils nieder. Ein weiteres sehenswertes Bauwerk ist das alte Rathaus der Stadt. Das ebenfalls denkmalgeschützte Gutshaus in Koschendorf befindet sich im Verfall.
Ein Steinkreuz aus grauem Granit befindet sich östlich des Ortsteils Greifenhain. Es steht nördlich des Weges nach Radensdorf westlich des Greifenhainer Fließes. Früher diente es als Steg über diesen Fließ, aus diesem Grund ist die Vorderseite glatt.

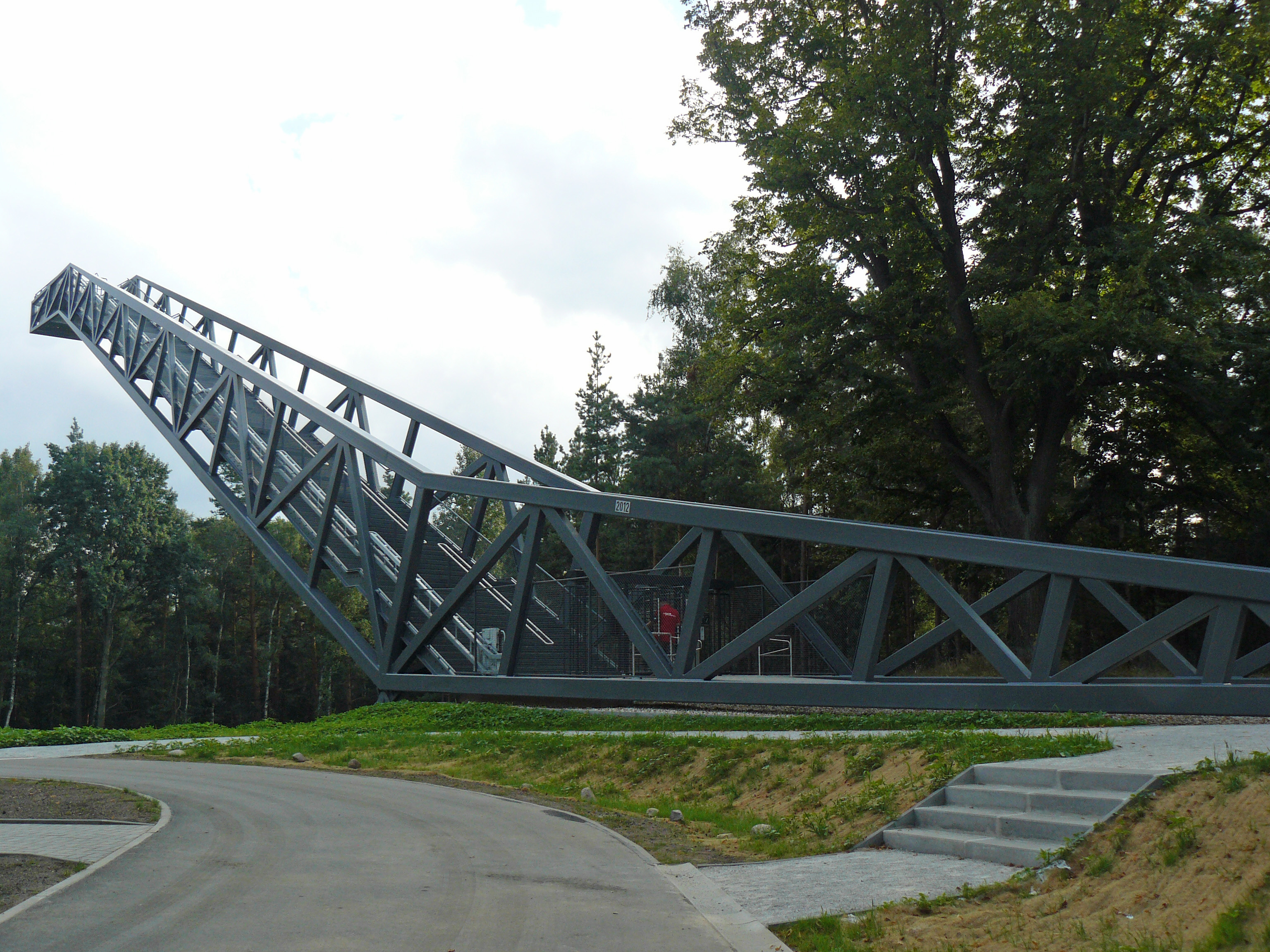
Steinitzer Treppe

Die Steinitzer Treppe ist ein 2012 errichteter Aussichtspunkt etwa 3,5 km südlich von Drebkau nahe dem Ortsteil Steinitz. Die schräg aufragende Metallkonstruktion ähnelt der Form einer Förderbrücke und führt zu einer 19 m hoch gelegenen Aussichtsplattform, von der sich ein sehr guter Blick über den Tagebau Welzow-Süd und ins Oberlausitzer Bergland bietet. Entlang des Geländers ist ein Schrägaufzug installiert, um auch Personen mit Behinderung den Zugang zu ermöglichen.
Die Mumien von Illmersdorf sind im Gemeindeteil Illmersdorf zu besichtigen.

### Regelmäßige Veranstaltungen
- Am Rosenmontag findet alljährlich der vom Drebkauer Carnevalclub veranstaltete traditionelle Rosenmontagsumzug mit anschließender Party auf dem Marktplatz statt.
- Seit einigen Jahren veranstalten der Verein „Initiative Drebkau e. V.“, andere Vereine und der Ortsbeirat Drebkau den Drebkauer Nikolausmarkt, der sich vor allem an Kinder richtet.
- Seit 2005 wird jährlich der Drebkauer Kreisel veranstaltet, eine Radtour durch das Gemeindegebiet.
- Im Ortsteil Casel wird ein jahrhundertealter sorbischer Brauch, das Johannisreiten, gepflegt.[21]
- Große Resonanz finden das jährlich stattfindende „Drebkauer Drachenfest“ und die an jedem 2. Oktoberwochenende veranstaltete „Drebkauer Pilzwanderung“.
- Seit dem Jahr 2013 findet auf dem Steinitzhof jeden 1. Sonntag im Juli der Bergmannstag statt.

## Wirtschaft und Infrastruktur

### Ansässige Unternehmen
In der Stadt sind unter anderem die Unternehmen Ardagh Glass Germany GmbH, ein Hersteller von Behälterglas, die Landhandel Drebkau GmbH, die Agrargenossenschaft Drebkau e.G und die Agrar GmbH Schorbus ansässig.

### Verkehr
Drebkau liegt an der Bundesstraße 169 zwischen Senftenberg und Cottbus sowie an der Landesstraße 52 zwischen Calau und Spremberg. Die Bundesstraße 169 wurde zwischen 2003 und 2009 als Ortsumgehung um Drebkau herum verlegt und am 14. Dezember 2009 für den Verkehr freigegeben. Die nächstgelegene Autobahnanschlussstelle ist Cottbus-West an der A 15 (Dreieck Spreewald–polnische Grenze), etwa 10 km nordöstlich gelegen.

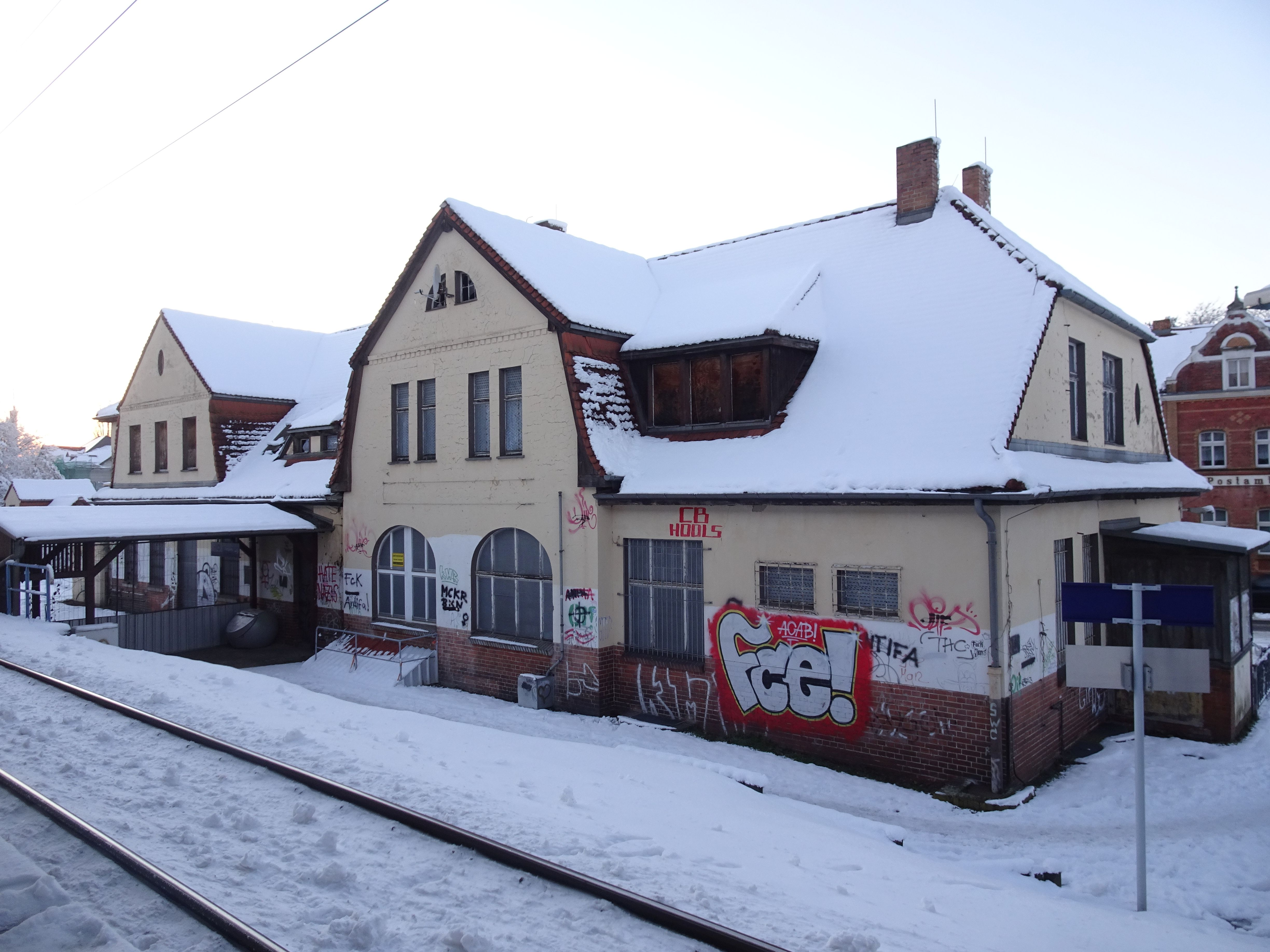
Neuer Bahnhof Drebkau

Der Bahnhof Drebkau liegt an der Bahnstrecke Großenhain–Cottbus und wird von der Regionalexpress-Linie RE 18 Cottbus–Dresden und der Regionalbahnlinie RB 49 Falkenberg (Elster)–Cottbus angefahren. Die Linie RB 49 bedient auch den Haltepunkt Leuthen.

### Bildung

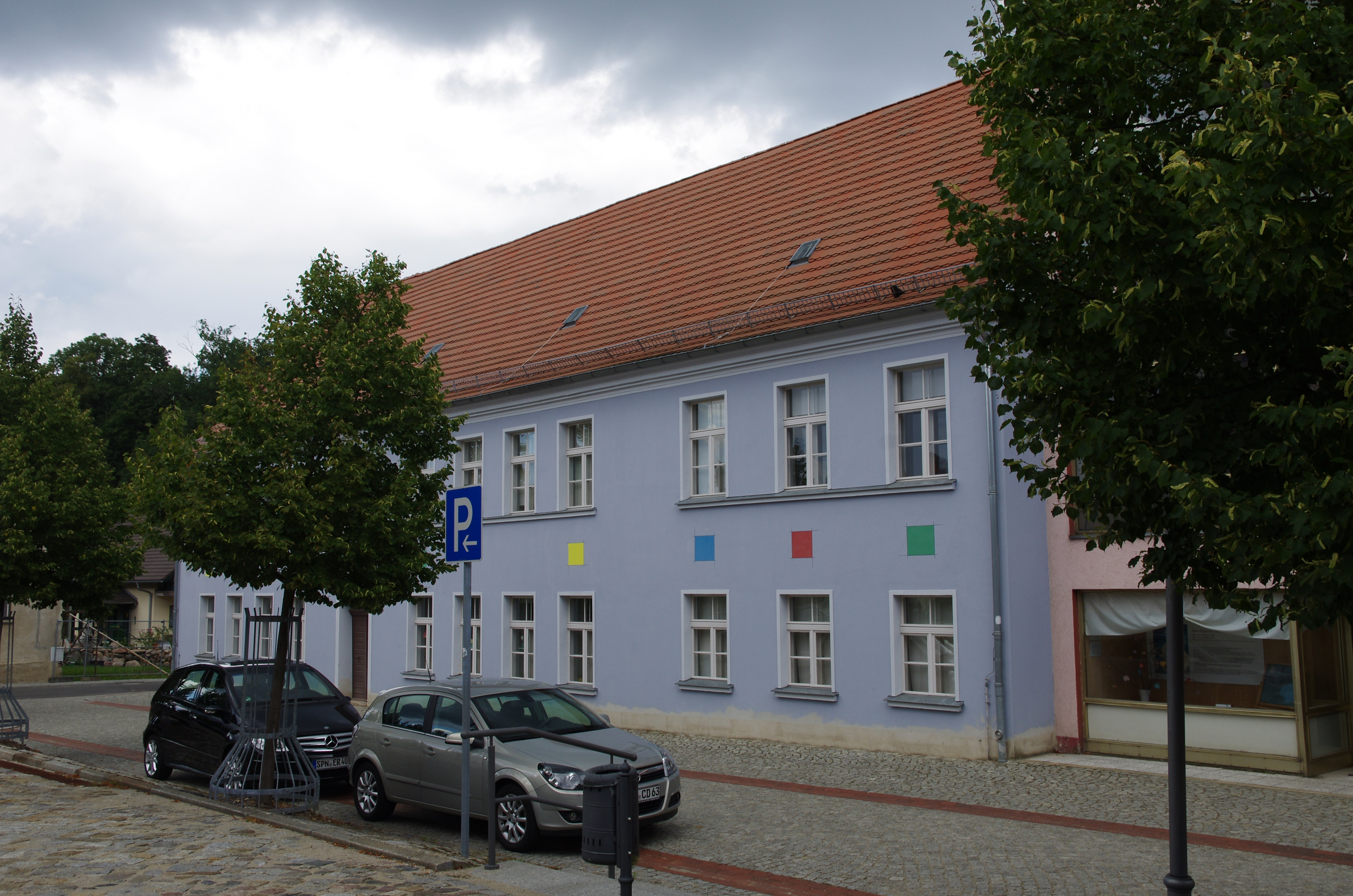
Schiebell-Grundschule

In Drebkau befindet sich die Schiebell-Grundschule. Die Grundschule im Ortsteil Leuthen ist seit dem Schuljahr 2017/18 mit der Schiebell-Grundschule zusammengeschlossen. Die Oberschule Drebkau ist seit Juli 2007 geschlossen.

### Vereine
In Drebkau besteht der Sportverein SV Einheit Drebkau, der die Sportarten Fußball, Billard, Kegeln und Gymnastik anbietet. Weitere Fußballvereine sind die SG Kausche, SV Leuthen/Oßnig und die SG Blau-Weiß Schorbus. Weitere Vereine sind der Feuerwehrverein Stadt Drebkau, der Bergmannsverein zu Grube Merkur und Umgegend, der Drebkauer Carneval Club, der Kauscher Karneval Klub, der 1. Angelverein Drebkau, die Initiative Drebkau sowie der Förderverein des Museums Sorbische Webstube.

## Persönlichkeiten
- Otto Krosta (1844–1925), von 1868 bis 1878 praktischer Arzt in Drebkau
- Ernst von Werdeck (1849–1905), Rittergutsbesitzer und Mitglied des Reichstags
- Ewald Müller (1862–1932), Lehrer, Heimatdichter und Heimatforscher
- Gotthelf Matthias Bronisch (1868–1937), evangelischer Pfarrer und Sprachforscher, geboren in Leuthen
- Bogumił Šwjela (Gotthold Schwela) (1873–1948), sorbischer evangelischer Geistlicher, geboren in Schorbus
- Hans Bauer (1883–1967), Maler
- Otto Strupat (1893–1921), Gewerkschaftler, lebte in Merkur. Zu DDR-Zeiten hieß das Drebkauer Kulturhaus nach ihm.
- Georg Dix (1897–1967), Widerstandskämpfer und Politiker
- Max Biala (1905–1942), SS-Unterscharführer im Vernichtungslager Treblinka, geboren in Löschen
- Angelika Wesenberg (* 1950), Kunsthistorikerin
- Matthias Körner (* 1954), Schriftsteller, lebt und arbeitet in Illmersdorf
- Harald Altekrüger (* 1955), Politiker (CDU), Landrat des Landkreises Spree-Neiße, 2003–2010 Bürgermeister von Drebkau
- Ralf Daubitz (* 1961), Fußballspieler, geboren in Schorbus
- Julian Brüning (* 1994), Politiker (CDU), Landtagsabgeordneter, aufgewachsen in Drebkau